# Kvantumbit
A kvantumbit, vagy qubit (esetenként qbit) a kvantum-információelméletben az információ alapegysége, a kvantumszámítógépekben a bit megfelelője. A gyakorlatban a qubit egy kétállapotú kvantumrendszer.

## Egyetlen, elszigetelt qubit: tiszta állapot
Míg egy klasszikus bit egyértelműen vagy a {\displaystyle 0}, vagy az {\displaystyle 1} állapotban van, addig egy qubit képes a két állapot szuperpozíciójában lenni. Ebben az esetben az állapotát a következőképp adhatjuk meg:
{\displaystyle |\psi \rangle =\alpha |0\rangle +\beta |1\rangle ,}
ahol {\displaystyle \alpha } és {\displaystyle \beta } komplex számok, melyekre {\displaystyle |\alpha |^{2}+|\beta |^{2}=1} teljesül. Ez a képlet azt jelenti, hogy amennyiben beolvassák a {\displaystyle |\psi \rangle } állapotba állított kvantumbitet, akkor az eredmény {\displaystyle |\alpha |^{2}} valószínűséggel {\displaystyle 0}, {\displaystyle |\beta |^{2}} valószínűséggel pedig {\displaystyle 1} lesz. Például {\displaystyle \alpha =1} és {\displaystyle \beta =0} annak a helyzetnek felel meg, amikor a qubit a {\displaystyle |0\rangle } állapotban van. Az {\displaystyle \alpha =\beta ={1}/{\sqrt {2}}} értékek pedig azt a szituációt írják le, amikor a qubit a két állapot egyenlő szuperpozíciójában van, és beolvasásakor 50% eséllyel lesz {\displaystyle 0}, és 50% eséllyel lesz {\displaystyle 1} az eredmény.
A fenti  {\displaystyle |\psi \rangle } állapottal jellemzett kvantumbit ún. tiszta állapotban van. Tiszta állapot létrehozásához a kvantumbitet a környezetétől szigorúan el kell szigetelni.

## Kevert állapot
Amennyiben a qubit kevert állapotban van, akkor sűrűségmátrixát a következő alakban írhatjuk le
{\displaystyle \rho ={\frac {1}{2}}E+{\frac {1}{2}}\sum _{k=x,y,z}c_{k}\sigma _{k},}
ahol {\displaystyle E} az egységmátrix, a valós {\displaystyle c_{k}}-k az ún. Bloch vektor koordinátái, és a {\displaystyle \sigma _{k}}-k Pauli-mátrixok. A {\displaystyle c_{k}}-k ra igaz, hogy {\displaystyle \sum _{k}c_{k}^{2}\leq 1.}